# Kézdi Balázs
Kézdi Balázs (Nagykanizsa, 1938. január 3. – Pécs, 2010. december 31.) magyar pszichológus, pszichiáter, egyetemi tanár.

## Tanulmányai
A pécsi Nagy Lajos Gimnáziumban érettségizett. 1962-ben szerzett általános orvosi diplomát a Pécsi Orvostudományi Egyetemen. Ugyanitt szerzett pszichiáter szakorvosi  (1966), majd később pszichoterapeuta szakorvosi végzettséget (1994). 1978-ban az orvostudomány kandidátusa (CSc), 1997-ben pedig a Kossuth Lajos Tudományegyetemen habilitált pszichológiából.

## Élete
A diploma megszerzése után a POTE Ideg- és Elmegyógyászati Klinika klinikai orvosa volt, majd 1966-ban megalapította a Baranya megyei Mentálhigiénés Intézetet, melynek intézet vezető főorvosa volt 1966 és 1980 között. Innen a Szigetvári Városi Kórházra került, ahol a Pszichiátriai és Pszichoterápiás Osztály osztályvezető főorvosa lett 1980-tól 1988-ig. Ezt követően a JPTE Tanárképző ill. Bölcsészettudományi Karán a Pszichológiai Tanszék tanszékvezetője lett 1988-tól. A Humán Fejlesztési Tudományok Intézetének igazgatói posztját is betöltötte, valamint a Bölcsészettudományi Kar dékánhelyettese is.

## Munkássága
Kutatási területei:
- Kultúra és identitás
- Kultúra és deviancia

Tudományos munkássága az öngyilkosságok okainak feltárására és az öngyilkosság megelőzésére irányult. Az elsők között kezdte művelni Magyarországon a szuicidológia tudományát. Nevéhez fűződik az öngyilkosság diszkurzív elmélete, ami az öngyilkosságot kulturális-kommunikációs sajátosságokból vezeti le.
Megalapította a pécsi SOS-Élet Telefonszolgálatot, kidolgozta annak szervezeti-működési modelljét. Tette mindezt akkor, amikor az öngyilkosság igen komoly tabunak számított Magyarországon és a szocialista országokban. Nem kevés bátorságról és mind szakmai, mind emberi elkötelezettségről tett tanúbizonyságot egy ilyen jellegű támogató szolgálat létrehozásával.
Elindította a Szigetvári kísérletként elhíresült pszichoterápiás osztályt a Szigetvári Kórházban.
Nevéhez kötődik a pécsi pszichológia szak megalapítása, mely intézményre jellemző dinamikus lélektani szemlélet megalapozója és létrehozója volt.

## Nyelvismeret
- angol
- orosz
- francia
- német

## Társasági tagságok
- Magyar Pszichiátriai Társaság – alapító tag
- Magyar Pszichológiai Társaság
- Pannónia Pszichiátriai Egyesület – vezetőségi tag
- DREAM – vezetőségi tag
- Deutsche Gesellschaft für Suicideprophylaxe

## Elismerések
- Orvosi Hetilap, Markusovszky-díj, 1998
- Apáczai Csere János-díj, 2005
- Pro Facultate Philosophica Universitate Quinqueecclesia elismerés (PTE BTK), 2007

## Művei
- A negatív kód. Kultúra és öngyilkosság. Pécsi Tudománytár, Pécs, 1995 (Pannónia könyvek)
- Kézdi Balázs (szerk.): Iskolai mentálhigiéné. Pannónia Könyvek, Pécs, 2003

Hat könyvfejezet és 62 tanulmány fűződik a nevéhez.